# Ландыши (яйцо Фаберже)
«Ла́ндыши» — ювелирное яйцо, одно из пятидесяти двух императорских пасхальных яиц, изготовленных фирмой Карла Фаберже для русской императорской семьи.
Было изготовлено в качестве подарка на Пасху последней русской императрице Александре Фёдоровне, жене Николая II в 1898 году.
В настоящее время ювелирное яйцо находится в постоянной экспозиции Музея Фаберже в Санкт-Петербурге, расположенном во дворце Нарышкиных-Шуваловых.

## Дизайн
Яйцо выполнено в стиле модерн. Само яйцо, выполненное из полупрозрачной розовой эмали с гильошированой поверхностью, находится на золотой подставке с четырьмя ножками. На яйцо крепятся ландыши, выполненные из зелёной эмали, золота и жемчуга.

## Сюрприз
При нажатии на боковые жемчужины из верхней части выдвигаются три медальона. На верхнем медальоне изображён Николай II в военной форме. На левом медальоне портрет великой княжны Ольги, на правом — Татьяны. Верхний медальон венчает корона, украшенная россыпью бриллиантов и рубином в форме кабошона.

## История
В 1898 году подарено Николаем II своей жене.
В 1927 году продано Эммануэлю Сноуману. С 1935 и до 1948 принадлежало Чарльзу Парсонсу, а затем опять вернулось к Эммануэлю Сноуману.
С 1978 года — в коллекции Форбса, Нью-Йорк.
В 2004 году на аукционе «Сотбис» в Нью-Йорке было приобретено Виктором Вексельбергом.